# Populus intramongolica
Populus intramongolica là một loài thực vật có hoa trong họ Liễu. Loài này được T.Y. Sun & E.W. Ma miêu tả khoa học đầu tiên năm 1986.